# کالینینسکویه (باشقیرستان)
کالینینسکویه (انگلیسی: Kalininskoye, Republic of Bashkortostan) یک شهرک در شهرستان ایگلینسکی استان باشقیرستان کشور روسیه است.